# Kaáli Nagy Géza István

Kaáli Nagy Géza István (Gyula, 1943. január 19.), az Egyesült Államokban Steven G. Kaali néven ismert magyar és amerikai állampolgárságú szülész-nőgyógyász, az Albert Einstein College of Medicine klinikai professzora, az optikális trokár feltalálója, a magyarországi Kaáli Intézet és a  Balaton-felvidéki Kaáli Autó-Motor Múzeum alapítója. Team Kaáli néven a Balaton meghatározó katamarán versenycsapatának is létrehozója. Számos magyar és amerikai kitüntetés birtokosa.

## Élete és pályafutása
Orosz Anna és Dr. Kaáli Nagy Sándor szemész főorvos első gyermekeként 1943. január 19-én született.  Öccse építészmérnök, húga pedig jogász lett.
Az orosházi Táncsics Mihály Gimnázium elvégzése után 1968-ban a Szegedi Orvostudományi Egyetemen szerzett orvosi diplomát. 
1969-ben öccsével együtt az Egyesült Államokba emigrált, majd 1976-ban lett szülész-nőgyógyász szakorvos a Cornell Egyetem gyakorló kórházában. 
1976-1983 között New Yorkban a Columbia Egyetem szakorvosaként, instruktorként dolgozott.
1983-ban meghívták az Albert Einstein College of Medicine szülészeti és nőgyógyászati klinikájára, ahol 2002-ben professzori kinevezésben részesült.
Amerikai tevékenysége mellett 1992-ben Budapesten létrehozta az asszisztált reprodukcióval foglalkozó Kaáli Intézetet, melynek kezdetektől ügyvezető igazgatója. Az országos hálózattá vált Kaáli Intézetekben eddig több, mint 30.000 gyermek fogant.
2015-ben megalapította a Kaáli Autó-Motor Múzeumot Dörgicsén, ahol 140 ikonikus veterán jármű látható.
Egykori orosházi gimnáziumának évtizedek óta a legfőbb mecénása. Alapítványai szegedi orvostanhallgatóknak és szülész-nőgyógyász szakorvosoknak biztosítottak ösztöndíjakat az Egyesült Államokban. 
2016-tól életvitelszerűen Budapesten él.

## Tudományos munkássága
Kutatási területei: endoszkópia, asszisztált reprodukció. Számos tudományos közlemény szerzője angol és magyar nyelven. Kutatási eredményeit rangos nemzetközi konferenciákon előadás vagy poszter formájában is közzétette. Nevéhez 11 USA-szabadalom fűződik, melyek közül hatot a Johnson and Johnson cég vett meg, ötöt pedig a Cornell Egyetemnek adományozott. 
Legjelentősebb egyszerzős közleménye: Introduction of the Opti-trocar. (J Am Assoc Gynecol Laparosc. 1993 Nov;1(1):50-3.) az erre vonatkozó szabadalma: Visually directed trocar for laparoscopic surgical procedures and method of using same. United States Patent, Kaali, Patent number: 5,334,150. Date of Patent:  Aug. 2, 1994.
2000-ben az APART (Associaton of Private Assisted Reproduction Technology Clinics and Laboratories) elnökeként világkongresszust rendezett Budapesten 60 ország részvételével.
Szerkesztője “A meddőség korszerű diagnosztikája és kezelése” tankönyveknek, melyek két kiadásban, 2006-ban és 2018-ban jelentek meg. 
A Magyar Tudományos Akadémia, mint a külhoni magyar tudományosság jeles képviselőjét 2001-ben köztestületi tagjává fogadta.
A lombikbébi program országos hálózattá fejlesztéséért, a nemzetközi szinten is elismert működtetéséért, a gyermektelen magyar párok szolgálatáért és a magyar demográfiai helyzet javítása érdekében tett sokoldalú erőfeszítéseiért, valamint a magyarországi oktatás, képzés, felnőttoktatás, tudományos kutatás érdekében végzett kiemelkedő tevékenységért magas állami kitüntetésekben Archiválva 2022. november 10-i dátummal a Wayback Machine-ben részesítették. A szülészet nőgyógyászat területén kifejtett iskolateremtő munkája elismeréseként a Magyar Nőorvos Társaság Elnöksége Semmelweis díjjal tüntette ki.

## Magánélet
Nős, három felnőtt gyermek édesapja.
Aktív sportember, kedvence a katamarán versenyvitorlázás és a kerékpározás.

## Kitüntetései, elismerései
- Korányi-Fodor-Markusovszky-díj (1989)
- Magyar Nőorvos Társaság tiszteletbeli tagság (1991)
- Magyar Nőgyógyászok Endoszkópos Társaság tiszteletbeli tagság (1997)
- Szent-Györgyi Albert emlékérem (1997)
- Köztársasági Elnöki Aranyérem (1999)
- Magyar Köztársasági Érdemrend Tisztikeresztje (2003)
- Szegedi Tudományegyetem Senator Honoris Causa (2005)
- George Washington-díj (2005)
- Orosháza város díszpolgára (2010)
- Kármán Tódor-díj (2012)
- Sarkad város díszpolgára (2013)
- Semmelweis-díj (2018)
- Pro Urbe[1] Budapest díj (2020)